# パノリン
パノリン（PANOLIN）は、スイス・チューリッヒに設立された潤滑油メーカー。日本では岡田商事が輸入販売元になっている。
一般的なエステル系ベースオイルは動植物の脂肪酸とアルコールを化合させて製造するが、パノリンのエステルベースは石油由来のものを使用するのが特徴である。
エステル系はどれも生分解性が高いオイルであるが、岡田商事はこれを「環境に優しいエンジンオイル」とアピールしている。しかし、4ストローク機関においてはエンジンオイルの生分解性はあまり環境負荷とは関係ない。0W-20の競技用オイル4T SPEED BIO-RACEは、JASOのリストにオンファイルされていないにもかかわらず、JASOのMAマークがパンフレットに書かれていたが、現在ではMA相当に改められている。しかしEolcsにないAPI規格はSMと書かれ、相当表示はない。
主に高価格帯オイルのマーケットの販売に力を注いでいる。
先述したように、パノリンのエステルの特徴としては石油から製造する飽和エステルであるという。「潤滑油に使用される一般的なエステルは＜不飽和エステル＞といい、分子が完全に結合しきれていない状態のものであるが、＜飽和エステル＞とはこの逆で、これ以上分子結合できない状態、簡単に言うと完全体か、そうでないか」と岡田商事のHPで解説している。
ハイドロクラッキングオイル（VHVI・グループIIIベース油）の扱いは「他社では化学合成油としても販売している高品質鉱物油」として当初カタログで説明されていたが、その後パノリンもハイドロクラッキングオイルをシンセティックオイルとして表示販売するようになった。
特筆すべき点としてホンダの省燃費規格（HMEOC）の準じたオイル4T MOTO SYNTH 10W―30もラインナップに揃えている。